# Джозеф-Франсуа Лафіто
Жо́зеф-Франсуа́ Лафіто́ (фр. Joseph-François Lafitau; 31 травня 1681, Бордо — 3 липня 1746, там само) — французький єзуїт, засновник порівняльної антропології.
Лафіто належить заслуга відкриття  женьшеню для Європи (1718).

## Життєпис
Народився 31 травня 1681 року в Бордо в родині католиків. Батько був заможним торговцем і банкіром. Мав молодшого брата П'єра-Франсуа, з яким пішов до ордена єзуїтів. Жозеф-Франсуа здобув широку освіту, ознайомившись із працями з філософії, природничої історії, географії, літератури. Вивчав риторику і філософію в По, Ліможі, Сенті. В 1710 випустився з коледжу Людовіка Великого в Парижі. Наступного року Жозеф-Франсуа приєднався до місіонерської місії єзуїтів у Канаді.
Як місіонер він прожив п'ять років серед племен ірокезів і гуронів на території сучасної Канади. В результаті спостереження за всіма сторонами їх життя прийшов до переконання, що їх культурний рівень зовсім не був таким низьким, як вважали в Європі. В своїх дослідженнях Лафіто значною мірою спирався на спостереження місіонера Граньє, що прожив з індіанцями понад 60 років. Дослідникові кинулося в очі схожість багатьох його спостережень з тим, що, починаючи з Геродота, розповідалося про варварів Фракії і Малої Азії, як і взагалі про древні звичаї і з тим, що було написано в Біблії. Ґрунтуючись на безпосередньому спостереженні над первісними народами Америки, він здійснив спробу порівняти їхні релігійні уявлення, звичаї та інститути з даними античних авторів про вірування народів Греції та Малої Азії найдавнішого періоду. Результатом стала велика робота «Звичаї диких племен Америки в порівнянні зі звичаями первісної епохи» («Moeurs Sauvages Amériquains comparées aux moeurs des premiers temps», 1724). 
Повернувся до Франції у 1717 році, а в 1722 видав «Звичаї диких племен Америки в порівнянні зі звичаями первісної епохи». Решту життя провів церковнослужителем. Помер 3 липня 1746 в Бордо.

## Основні ідеї
Жозеф-Франсуа Лафіто вважав, що індіанці Америки перебувають на тому рівні розвитку, який раніше пройшли цивілізовані народи. Він порівнював культуру ірокезів і гуронів з культурою первісних греків, римлян і варварів Європи. Лафіто спростував панівні твердження про відсутність у індіанців соціальної та релігійної організації. Дослідник навпаки вбачав у їхніх віруваннях паралелі з християнськими уявленнями, з чого зробив висновок про історичний зв'язок народів Старого й Нового світу. Йому належить одна з найраніших наукових гіпотез про прихід людей до Америки з Азії. Лафіто став одним з перших, хто відкрив широке поширення матріархату в архаїчних суспільствах, назване ним гінекократією (фр. ginécocratie), у всіх відомих частинах світу, аж до Африки.
Разом із тим дослідник прийшов до хибних висновків, що індіанці Америки походять від античних народів. Спостерігаючи роздільне життя чоловіків і жінок, прийняте в деяких індіанців, він вважав це доказом реальності амазонок. Також він всерйоз розглядав існування легендарних племен, таких як людей без голови, або з лицями на грудях.